# ديلروي ويلسون
ديلروي ويلسون (بالإنجليزية: Delroy Wilson)‏ هو مغني جامايكي، ولد في 5 أكتوبر 1948 في كينغستون في جامايكا، وتوفي بنفس المكان في 6 مارس 1995 بسبب تشمع الكبد.

## وصلات خارجية
- ديلروي ويلسون على موقع ميوزك برينز (الإنجليزية)
- ديلروي ويلسون على موقع أول ميوزيك (الإنجليزية)
- ديلروي ويلسون على موقع ديسكوغز (الإنجليزية)